# Dalat (Maleisië)
Dalat is een district in de Maleisische deelstaat Sarawak.
Het district telt 19.000 inwoners.